# Jozef Repčík
Jozef Repčík (* 3. srpna 1986, Brezová pod Bradlom) je slovenský atlet, běžec na 800 metrů. V roce 2007 na MS v atletice zaznamenal v rozběhu čas 1:46,53 (který by mu ve finále stačil na zlato).
Dne 12. června 2008 překonal 39 let starý slovenský rekord Josefa Plachého v běhu na 800 metrů. V Ostravě zaběhl čas 1:44,94.
Na olympijských hrách 2008 v Pekingu dosáhl v rozběhu na 800 m čas 1:48,64 min a do semifinále nepostoupil. Celkově skončil na 46. místě.